# Gorsexio-Viadukt
Das Gorsexio-Viadukt (italienisch Viadotto Gorsexio) steht westlich von Genua im Ligurischen Apennin im Zuge der Autostrada A26 (auch Autostrada dei Trafori (Tunnelautobahn) genannt), die hier in einer großen Schleife und mit vielen Tunneln und Brücken den Anstieg von der Küste zu dem in 420 m s.l.m. Höhe gelegenen Tunnel unter dem Passo del Turchino bewältigt. Es steht oberhalb des Ortes Mele und überquert den Torrente Gorsexio sowie die Strada provinciale del Turchino.
Das 672 m lange, im Grundriss gebogene Viadukt steht bei Straßenkilometer 6+100. Es hat für jede Fahrtrichtung im Abstand von etwa 1,5 m eigene Überbauten mit drei Fahrspuren, aber ohne Pannenstreifen. Sie hat sechs Öffnungen, davon drei mit einer Spannweite von 144 m. Die Brücke quert den Torrente Gorsexio in einer Höhe von 177 m.
Die Fahrbahnträger sind 13,05 m breit, werden jedoch im östlichen Drittel auf 16,55 m aufgeweitet für die Beschleunigungs- bzw. Verzögerungsstreifen der an die Brücke anschließenden Raststation Turchino. Die Überbauten bestehen jeweils aus einem rechteckigen Spannbeton-Hohlkasten mit variabler Bauhöhe und einer entsprechend auskragenden Fahrbahnplatte.
Sein größter Pfeiler ist 165 m hoch, gemessen vom Fuß bis zum Fahrbahnträger. Damit war er bei der Fertigstellung zusammen mit dem Pfeiler des Sente-Viadukts der höchste Brückenpfeiler der Welt, bis er zwei Jahre später von der Kochertalbrücke abgelöst wurde. Die für beide Überbauten gemeinsamen  Stahlbetonpfeiler haben zunächst einen rechteckigen Hohlquerschnitt. In den oberen 40 m werden sie aufgeteilt in je zwei Lamellen aus Spannbeton für jeden Überbau, die biegesteif mit dem jeweiligen Hohlkasten verbunden sind. Die Pfeiler wurden mit einer Kletterschalung errichtet; anschließend wurden die Hohlkästen im Freivorbau von jedem Pfeilerkopf aus ausgeführt.
Die Brücke wurde von Silvano Zorzi, Giorgio Grasselli und Enrico Faro aus dem Ingenieurbüro INCO geplant, das ursprünglich auf Silvano Zorzi zurückgeht. Die Bauarbeiten begannen 1972. Am 11. August 1977 wurde erste Brücke eröffnet, im Juni 1978 folgte die zweite Brücke.